# Helder (album)
Helder is het tweede album van BLØF uit 1997. Het album bereikte een dubbelplatina status in Nederland.

## Singles van dit album
- Liefs uit Londen - NL #13
- Aan de kust - NL #17

Bandleden:

Paskal Jakobsen · Peter Slager · Bas Kennis · Norman Bonink (voormalig: Henk Tjoonk, Chris Götte)

Discografie: